# Julio Briones
Julio Briones (* Manta, Ecuador, 1 de julio de 1975) es un exfutbolista ecuatoriano jugaba de volante de marca, es una de las ex glorias del Delfín de Manta, en 1998 fue convocado a la Selección de fútbol de Ecuador y pudo disputar un partido.

## Clubes
| Club                 | País    | Año       |
| -------------------- | ------- | --------- |
| Green Cross          | Ecuador | 1994-1995 |
| Delfín Sporting Club | Ecuador | 1996      |
| Green Cross          | Ecuador | 1997      |
| Delfín Sporting Club | Ecuador | 1998-2004 |
| Manta Fútbol Club    | Ecuador | 2005      |